# アタカマ砂漠

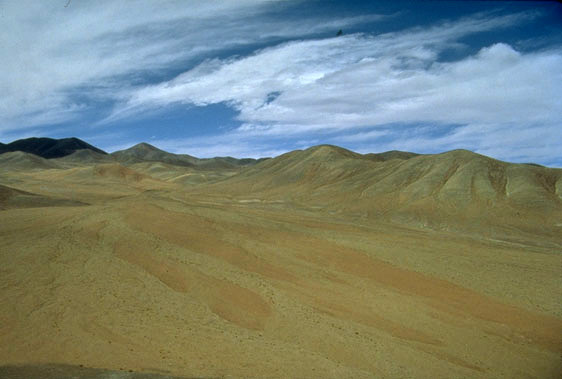
アタカマ砂漠

アタカマ砂漠（アタカマさばく、英: Atacama Desert、スペイン語: Desierto de Atacama）は、チリのアンデス山脈と太平洋の間に広がる海岸砂漠である。全体の平均標高は約2,000mにも達し、その過酷さからアタカマ砂漠への道は「死への道」と恐れられた。砂漠内にはオアシスがあり、東西交易の拠点としてアンデス山脈と沿岸を結んでいる。世界で最も降水量の少ない地域として知られる。

## 概説
東西の幅は平均160kmに満たない一方、南北の広がりは1000kmあり、長大な盆地状をなす。アンデス山脈と海岸の山地によって湿った空気が遮断されているため、世界でも最も乾燥した砂漠であり、40年間まったく雨が降らなかった地域もある。不毛で岩塩や石灰の堆積層で覆われている所が多く、銅・銀・ニッケル・リチウムなどの鉱物資源に富んでいる。天然の硝酸ナトリウム（チリ硝石）の産出は世界最大であり、1940年代初期まで大規模に採掘されていた。また、世界最大のリチウム産地である。代表的な寒流であるペルー海流が作る西岸砂漠の一つである。約5000もの地上絵があるが、これらはナスカのような巨大なものではなく、傾斜地に描かれている。
もともとはチリ・ボリビア・ペルーの3か国に分割されたが、太平洋戦争の結果、全域がチリ領となる。

## 地球物理学的解説
中華人民共和国新疆ウイグル自治区にあるタクラマカン砂漠と同じような盆地型高地砂漠である。海岸沿いに形成された山地とアンデス山脈によって挟まれた地形をなす。これはナスカプレートが南米プレートの下に沈み込むことによって形成された初期造山運動によるアンデス山脈と、その後に生じた造山運動による海岸線の隆起によって挟まれた地形のためと推定されている。
そのため、アタカマ砂漠内にはかつて海であった証拠として中央部の低地帯にアタカマ塩原が形成され、ここを中心として岩塩や石灰からなる山地が形成されている。

## 人との関わり
アンデス山脈に近い地域では山頂の雪解け水によって地下水脈が形成され、標高の低い地域ではそれが地上に湧き出してオアシスが形成される。このオアシスには集落が形成され、アタカマ砂漠を横断する交通および商業の要衝となっている。過去に栄えたインカ帝国でもこのオアシス間の交通を重視しており、ペルーのインカ道と並びアタカマ道と呼ばれる。
オアシス間を結ぶ道路はアタカマ道に沿って国道が整備されており、舗装されている箇所と舗装されていない箇所がある。
オアシスの恩恵を受けられない場所ではロア川を水源にしているが、近年の地球環境の変化による影響のほか、上流部で鉱山開発や都市化のために取水量が激増した影響から、下流部の水不足が深刻化している。
チリ政府の経済政策により近隣の港で衣類にかかる関税が撤廃されたことで、輸入されたが買い手がつかなかった古着が不法に廃棄され、環境汚染が発生している。
2003年、砂漠内のゴーストタウンで身長15センチ、円錐形になった頭部とサイズのわりに硬すぎる骨格をもつミイラが発見された。このミイラは「アタ」と名付けられエイリアンではないかと話題を呼んだが、後年、DNA調査によりヒトであることが確認されている。
2007年、日本人冒険家の永瀬忠志が横断に成功している。
2022年、砂漠に直径約32メートル、深さ約65メートルの陥没が生じていることが発見された。因果関係は明らかにされていないが、陥没穴の近隣で銅鉱山の採掘が行われていた。